# Buffalo Bills 1999
La stagione 1999 dei Buffalo Bills è stata la 30ª della franchigia nella National Football League, la 40ª complessiva. Nella seconda stagione sotto la direzione del capo-allenatore Wade Phillips la squadra ebbe un record di 11 vittorie e 5 sconfitte, piazzandosi seconda nella AFC East. Nel primo turno di playoff fu eliminata in una partita con un finale rocambolesco dai Tennessee Titans, in un'azione nota come Music City Miracle. La squadra non avrebbe più fatto ritorno ai playoff fino al 2017.
Questa fu l'ultima stagione degli Hall of Famer Bruce Smith, Thurman Thomas e Andre Reed. Furono tutti svincolati a fine anno per ragioni di salary cap.

## Roster
| Roster dei Buffalo Bills nel 1999 |
| --- |
| Quarterback - 7 Doug Flutie - 11 Rob Johnson - 10 Alex Van Pelt Running Back - 33 Sam Gash FB - 31 Lennox Gordon - 34 Thurman Thomas - 23 Antowain Smith Wide Receiver - 89 Kamil Loud - 86 Jeremy McDaniel - 80 Eric Moulds - 81 Peerless Price - 83 Andre Reed - 82 Kevin Williams Tight End - 84 Bobby Collins - 88 Sheldon Jackson - 85 Jay Riemersma Offensive Linemen - 66 Victor Allotey G - 79 Ruben Brown G - 63 Bill Conaty C - 70 John Fina T - 77 Robert Hicks T - 74 Jamie Nails G - 60 Jerry Ostroski G - 72 Joe Panos G - 69 Marcus Spriggs T - 61 Dusty Zeigler C Defensive Linemen - 95 Bryce Fisher DE - 90 Phil Hansen DE - 98 Sean Moran DT - 91 Shawn Price DE - 78 Bruce Smith DE - 92 Ted Washington DT - 75 Marcellus Wiley DE - 93 Pat Williams NT Linebacker - 96 Dan Brandenburg OLB - 56 Sam Cowart ILB - 51 Joe Cummings ILB - 55 Jay Foreman OLB - 52 John Holecek ILB - 53 Keith Newman OLB - 99 Gabe Northern OLB - 58 Marlo Perry OLB - 59 Sam Rogers OLB Defensive Back - 29 Keion Carpenter SS - 25 Donovan Greer CB - 20 Henry Jones SS - 21 Manny Martin CB - 22 Daryl Porter FS - 24 Kurt Schulz FS - 28 Thomas Smith CB - 26 Antoine Winfield CB Special Team - 76 Ethan Albright LS - 2 Steve Christie K - 9 Chris Mohr P Lista delle riserve - 38 Shawn Bryson RB (IR) - 27 Ken Irvin CB (IR) |
| Legenda - I rookie sono in corsivo. - Il primo ruolo è il principale mentre gli eventuali successivi indicano i ruoli secondari. - (IR) sta per Injured Reserve ed indica la lista ristretta per un solo giocatore infortunato che può tornare ad allenarsi dopo la settimana 6 e a rientrare in prima squadra dopo che questa ha giocato 8 partite. - (NF-Inj.) / (NF-Ill.) stanno rispettivamente per Non-Football Injured e Non-Football Illness ed indicano le liste dove viene inserito un giocatore che ha un infortunio o una malattia non dipendente dal football americano. - (PUP) sta per Physically Unable to Perform ed indica la lista dove viene inserito un giocatore mentre è in attesa di recuperare la condizione fisica. Nella stagione regolare dopo la sesta partita giocata dalla propria squadra, il giocatore ha tempo tre settimane per riprendere ad allenarsi, più tre settimane aggiuntive dal suo rientro agli allenamenti per rientrare in prima squadra. |

Fonte:

## Calendario
| Stagione regolare |                    |                         |                    |                    |          |
| Turno             | Data               | TV Ora                  | Avversario         | Risultato          | Pubblico |
| 1                 | 12 settembre 1999  | at Indianapolis Colts   | S 31–14            | CBS 1:00pm         | 56,238   |
| 2                 | 19 settembre 1999  | New York Jets           | V 17–3             | ESPN 8:15pm        | 68,839   |
| 3                 | 26 settembre 1999  | Philadelphia Eagles     | V 26–0             | FOX 1:00pm         | 70,872   |
| 4                 | 4 ottobre 1999     | at Miami Dolphins       | V 23–18            | ABC 9:00pm         | 74,073   |
| 5                 | 10 ottobre 1999    | Pittsburgh Steelers     | V 24–21            | CBS 1:00pm         | 71,038   |
| 6                 | 17 ottobre 1999    | Oakland Raiders         | S 20–14            | CBS 1:00pm         | 71,113   |
| 7                 | 24 ottobre 1999    | at Seattle Seahawks     | S 26–16            | CBS 4:15pm         | 66,301   |
| 8                 | 31 ottobre 1999    | at Baltimore Ravens     | V 13–10            | CBS 1:00pm         | 68,673   |
| 9                 | 7 novembre 1999    | at Washington Redskins  | V 34–17            | CBS 1:00pm         | 78,721   |
| 10                | 14 novembre 1999   | Miami Dolphins          | V 23–3             | CBS 1:00pm         | 72,810   |
| 11                | 21 novembre 1999   | at New York Jets        | S 17–7             | CBS 1:00pm         | 79,285   |
| 12                | 28 novembre 1999   | New England Patriots    | V 17–7             | CBS 1:00pm         | 72,111   |
| 13                | Settimana di pausa | Settimana di pausa      | Settimana di pausa | Settimana di pausa |          |
| 14                | 12 dicembre 1999   | New York Giants         | S 19–17            | FOX 1:00pm         | 72,527   |
| 15                | 19 dicembre 1999   | at Arizona Cardinals    | V 31–21            | ESPN 8:15pm        | 64,337   |
| 16                | 26 dicembre 1999   | at New England Patriots | V 13–10            | CBS 1:00pm         | 55,014   |
| 17                | 2 gennaio 2000     | Indianapolis Colts      | V 31–6             | CBS 1:00pm         | 61,959   |

### Playoff
| Playoff   |                |                     |            |           |
| Turno     | Data           | TV Ora              | Avversario | Risultato |
| Wild card | 8 gennaio 2000 | at Tennessee Titans | S 16–22    | 66.672    |

## Classifiche
| AFC East               |    |   |   |      |     |     |     |
|                        | V  | S | P | %    | PF  | PS  | STR |
| (2) Indianapolis Colts | 13 | 3 | 0 | .813 | 423 | 333 | S1  |
| (5) Buffalo Bills      | 11 | 5 | 0 | .688 | 320 | 229 | V3  |
| (6) Miami Dolphins     | 9  | 7 | 0 | .563 | 326 | 336 | S2  |
| New York Jets          | 8  | 8 | 0 | .500 | 308 | 309 | V4  |
| New England Patriots   | 8  | 8 | 0 | .500 | 299 | 284 | V1  |